# NBR모션
NBR모션(영어: NBR Motion)은 NBG 그룹의 계열인 대한민국의 정밀 강구 및 테이퍼 롤러 제조 전문 기업이다.

## 역사
2011년 1월 11일에 설립되었으며 2018년 나노와 SBI인베스트먼트가 함께 투자해 인수하였다.
2025년 합병비율을 1대 0.2416043로 미래에셋비전스팩3호와 흡수 합병을 통해 코스닥 시장에 상장할 예정이다.

## 사업
주요 사업은 정밀 베어링용 강구 및 롤러의 제조와 수출입, 금속가공, 부동산 임대 등이다.